# Плосконосая четырёхшестиугольная мозаика
| Плосконосая четырёхшестиугольная мозаика | Плосконосая четырёхшестиугольная мозаика                        |
| ---------------------------------------- | --------------------------------------------------------------- |
|                                          |                                                                 |
| Тип                                      | Однородная гиперболическая мозаика                              |
| Конфигурация вершины                     | 3.3.4.3.6                                                       |
| Символ Шлефли                            | sr{6,4} или {\displaystyle s{\begin{Bmatrix}6\\4\end{Bmatrix}}} |
| Символ Витхоффа                          | \| 6 4 2                                                        |
| Симметрии                                | [6,4]+, (642)                                                   |
| Диаграммы Коксетера — Дынкина            | или                                                             |
| Двойственные соты                        | Цветочная пятиугольная мозаика порядка 6-4                      |
| Свойства                                 | хиральная                                                       |

Плосконосая четырёхшестиугольная мозаика  — это однородная мозаика на гиперболической плоскости. 
Её символ Шлефли  sr{6,4}.

## Изображения
Рисунок в виде хиральной пары, рёбра между чёрными треугольниками не нарисованы:

## Связанные многогранники и мозаики
Плосконосая четырёхшестиугольная мозаика является пятой в ряду плосконосых многогранников и мозаик с конфигурацией вершины 3.3.4.3.n.
| 4n2 симметрии плосконосых мозаик: 3.3.4.3.n | 4n2 симметрии плосконосых мозаик: 3.3.4.3.n | 4n2 симметрии плосконосых мозаик: 3.3.4.3.n | 4n2 симметрии плосконосых мозаик: 3.3.4.3.n | 4n2 симметрии плосконосых мозаик: 3.3.4.3.n | 4n2 симметрии плосконосых мозаик: 3.3.4.3.n | 4n2 симметрии плосконосых мозаик: 3.3.4.3.n | 4n2 симметрии плосконосых мозаик: 3.3.4.3.n | 4n2 симметрии плосконосых мозаик: 3.3.4.3.n |
| Симметрия 4n2                               | Сферическая                                 | Сферическая                                 | Евклидова                                   | Компактная гиперболическая                  | Компактная гиперболическая                  | Компактная гиперболическая                  | Компактная гиперболическая                  | Paracomp.                                   |
| Симметрия 4n2                               | 242                                         | 342                                         | 442                                         | 542                                         | 642                                         | 742                                         | 842                                         | ∞42                                         |
| ------------------------------------------- | ------------------------------------------- | ------------------------------------------- | ------------------------------------------- | ------------------------------------------- | ------------------------------------------- | ------------------------------------------- | ------------------------------------------- | ------------------------------------------- |
| Плосконосые мозаики                         |                                             |                                             |                                             |                                             |                                             |                                             |                                             |                                             |
| Конфиг.                                     | 3.3.4.3.2                                   | 3.3.4.3.3                                   | 3.3.4.3.4                                   | 3.3.4.3.5                                   | 3.3.4.3.6                                   | 3.3.4.3.7                                   | 3.3.4.3.8                                   | 3.3.4.3.∞                                   |
| Гиро- мозаики                               |                                             |                                             |                                             |                                             |                                             |                                             |                                             |                                             |
| Конфиг.                                     | V3.3.4.3.2                                  | V3.3.4.3.3                                  | V3.3.4.3.4                                  | V3.3.4.3.5                                  | V3.3.4.3.6                                  | V3.3.4.3.7                                  | V3.3.4.3.8                                  | V3.3.4.3.∞                                  |

| Симметрия: [6,4], (*642) ( [6,6] (*662), [(4,3,3)] (*443) , [∞,3,∞] (*3222) index 2 subsymmetries) (и [(∞,3,∞,3)] (*3232) подсимметрия) |                                  |                               |                                  |                               |                                  |                                     |
| · = · = · = | · =                              | · = · = · =                   | · =                              | · = · = · =                   | · =                              | node_1 · 6 · node_1 · 4 · node_1    |
| |                                  |                               |                                  |                               |                                  |                                     |
| {6,4} | t{6,4}                           | r{6,4}                        | t{4,6}                           | {4,6}                         | rr{6,4}                          | tr{6,4}                             |
| Однородные двойственные duals |                                  |                               |                                  |                               |                                  |                                     |
| node_f1 · 6 · node · 4 · node | node_f1 · 6 · node_f1 · 4 · node | node · 6 · node_f1 · 4 · node | node · 6 · node_f1 · 4 · node_f1 | node · 6 · node · 4 · node_f1 | node_f1 · 6 · node · 4 · node_f1 | node_f1 · 6 · node_f1 · 4 · node_f1 |
| |                                  |                               |                                  |                               |                                  |                                     |
| V64 | V4.12.12                         | V(4.6)2                       | V6.8.8                           | V46                           | V4.4.4.6                         | V4.8.12                             |
| Альтернирования |                                  |                               |                                  |                               |                                  |                                     |
| [1+,6,4] (*443) | [6+,4] (6*2)                     | [6,1+,4] (*3222)              | [6,4+] (4*3)                     | [6,4,1+] (*662)               | [(6,4,2+)] (2*32)                | [6,4]+ (642)                        |
| · = | · =                              | · =                           | · =                              | · =                           | · =                              | node_h · 6 · node_h · 4 · node_h    |
| |                                  |                               |                                  |                               |                                  |                                     |
| h{6,4} | s{6,4}                           | hr{6,4}                       | s{4,6}                           | h{4,6}                        | hrr{6,4}                         | sr{6,4}                             |

## Смотрите также
- Квадратная мзаика
- Мозаики из выпуклых правильных многоугольников на евклидовой плоскости
- Список однородных мозаик на евклидовой плоскости
- Список правильных многомерных многогранников и соединений